# Weisweil (Klettgau)
Weisweil ist ein Ortsteil der Gemeinde Klettgau im Klettgau im Landkreis Waldshut.

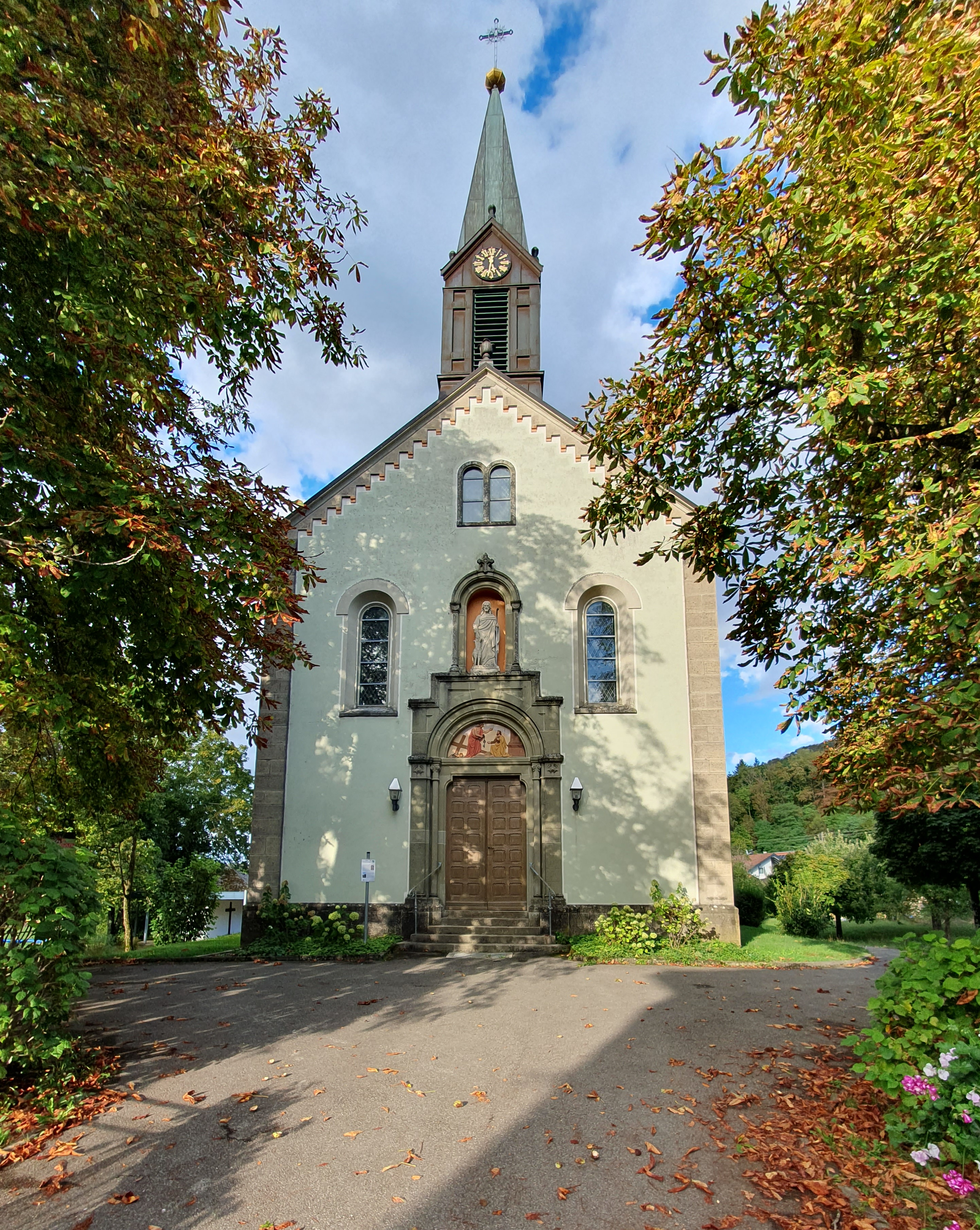
Die Laurentiuskirche Weisweil

## Geschichte
Bei Weisweil liegt der Burgstall der Weißenburg. 
Weisweil wird nach der Überlieferung als Wiswila und weiter in einer Urkunde im Zusammenhang mit einer Schenkung an das Kloster Rheinau im Jahr 870 genannt. Der oberhalb des kleinen Orts gelegene Weiler Albführen war ein Meierhof des Klosters. Von der Burg Weißenburg aus überwachte das Kloster seine Besitzungen im Klettgau, in Schaffhausen und im Hegau. Bei Weisweil hatte das Landgericht Klettgau im Hüller einen Richtersitz in Form von drei großen Steinen.
Am 1. August 1971 wurde die bis dahin selbstständige Ortschaft Weisweil im Rahmen der Gebietsreform in Baden-Württemberg ein Teil der neu geschaffenen Gemeinde Klettgau.